# Costituzione francese del 1795

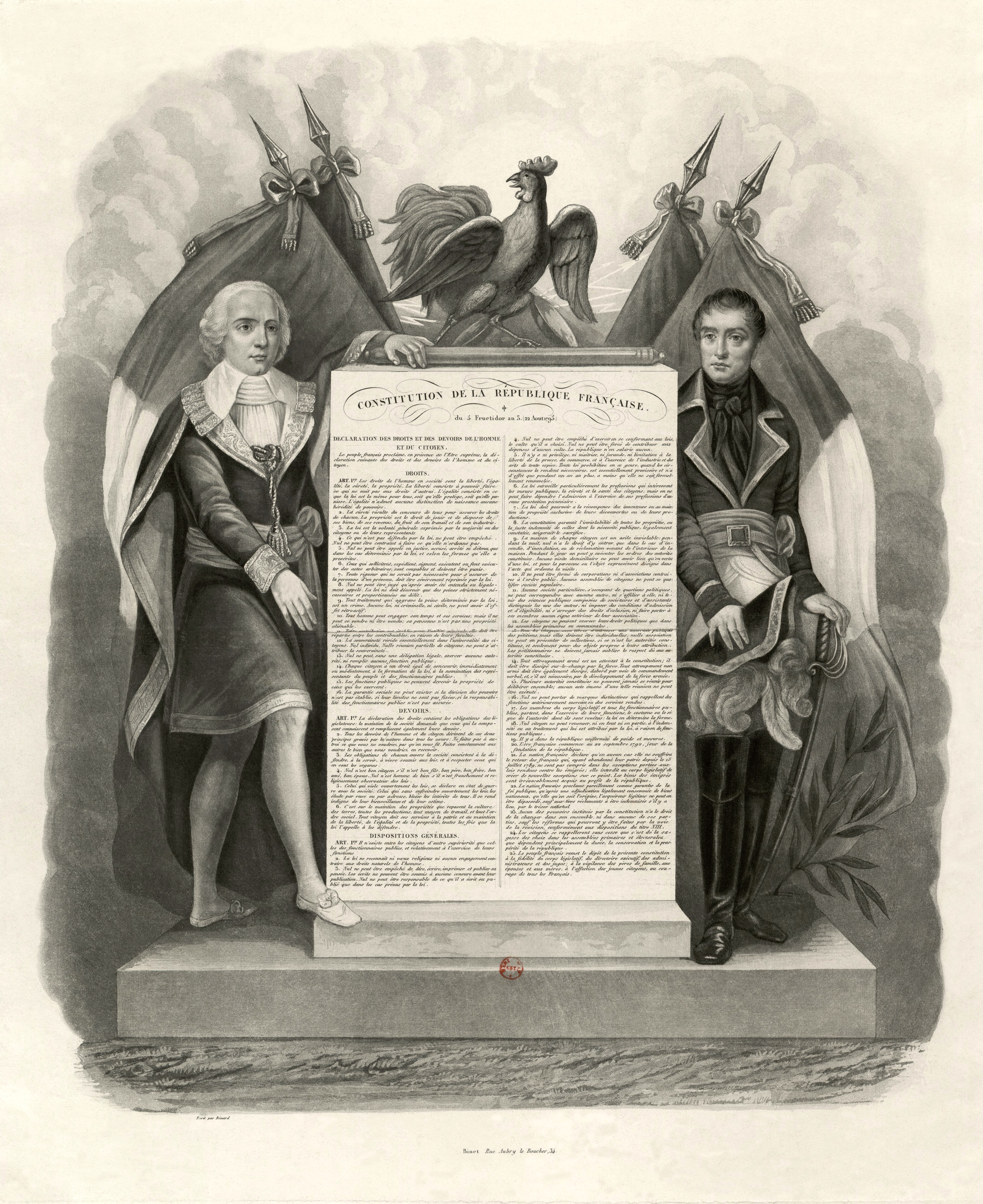
Il testo del preambolo incorniciato da Paul Barras e Napoleone Bonaparte (acquatinta, rappresentazione prima del 1799)

La Costituzione francese del 1795, detta anche Costituzione dell'anno III secondo il nuovo calendario repubblicano (abolito poi da Napoleone nel 1806), è la carta costituzionale che fu emanata in seguito al Colpo di Stato del 9 termidoro e che assegnò il potere esecutivo al Direttorio.

## Caratteristiche
La Costituzione è dominata dalla paura degli estremismi, dal pericolo dell'onnipotenza di un uomo o di un'assemblea. Essa è perciò caratterizzata da un contenuto sostanzialmente “negativo” volto a controllare e dividere il potere e da una dichiarazione di doveri (massime di morale, più che precetti giuridici) accanto a quella dei diritti. Organi fondamentali dello Stato sono un corpo legislativo bicamerale (Consiglio dei Cinquecento e Consiglio degli Anziani). Agli Anziani non restava che approvare o non approvare le proposte dei Cinquecento. Duravano in carica tre anni ed erano elette a suffragio censitario (solo i contribuenti) e lo scrutinio era di doppio grado. Le due Camere non dovevano esprimere sfiducia politica verso i membri dell'esecutivo, il Direttorio (potere esecutivo) formato da cinque membri (nominati dal Consiglio degli Anziani tra una rosa di 50 nomi) che decadevano a rotazione ogni anno, ma non potevano essere sfiduciati. La magistratura divenne elettiva. Tale Costituzione ebbe una rilevanza speciale giacché fu il modello di Costituzione che i francesi imposero al popolo delle varie repubbliche italiane.